# 西条村 (富山県)
西条村（さいじょうむら）は、かつて富山県射水郡にあった村。小矢部川右岸地域。
江戸期に西条組配下であったあったことにより西条村と名付けられた。

## 沿革
- 1889年（明治22年）4月1日 - 町村制の施行により、射水郡波岡村、北島村、長慶寺村、早川村及び長江新村の区域をもって、射水郡西条村が発足する。当時は隣接する横田村と組合役場を設けていた[3]。
- 1896年（明治29年） - 組合役場を解散し、大字波岡村に役場を設置[1]。
- 1928年（昭和3年）6月1日 - 高岡市に編入する。